# Västra Förstaden
Västra Förstaden är en historisk stadsdel i Malmö.
Stadsdelen gränsade till Öresund, Ribersborgsvägen, Erikslustvägen, Rönneholmsvägen, Bellevuevägen samt Hindby och Limhamns ägor. Detta område motsvarar ungefär de nuvarande delområdena Fridhem, Mellanheden och Västervång.